# Zona afrotròpica
Afrotròpica és una de les vuit ecozones terrestres del planeta. Inclou la part de l'Àfrica al sud del Desert del Sàhara, la banda est i sud de la península d'Aràbia, l'illa de Madagascar, el sud d'Iran i l'extrem sud-oest de Paquistan, també les illes de l'oest de l'oceà Índic. Antigament es coneixia aquesta zona com zona o regió etiòpica.

## Principals regions ecològiques
- Sahel africà i sudanesa
- Boscos del sud d'Aràbia
- Terres altes de l'Est d'Àfrica
- Boscos, sabanes i praderies del sud d'Àfrica
- Deserts del Namib i Kalahari
- Regió florística del Cap
- Madagascar i illes de l'Oceà Índic